# 塞波 (伊利諾伊州)
塞波（英語：Sepo）是位於美國伊利諾伊州富爾頓縣的一個非建制地區。該地的面積和人口皆未知。

## 地理
塞波的座標為40°20′37″N 90°07′09″W / 40.34361°N 90.11917°W，而該地的平均海拔高度為138米（即453英尺）。